# BP Гончих Псов
BP Гончих Псов (лат. BP Canum Venaticorum) — одиночная переменная звезда в созвездии Гончих Псов на расстоянии приблизительно 22 022 световых лет (около 6752 парсек) от Солнца. Фотографическая звёздная величина звезды — от +12,8m до +11,9m.
Открыта Робертом Вебером в 1963 году.

## Характеристики
BP Гончих Псов — оранжевый гигант, пульсирующая полуправильная переменная звезда типа SRD (SRD) спектрального класса K2III:, или K4, или K5. Радиус — около 114,93 солнечного, светимость — около 3670,215 солнечной. Эффективная температура — около 4150 K.